# Erhard Jöst

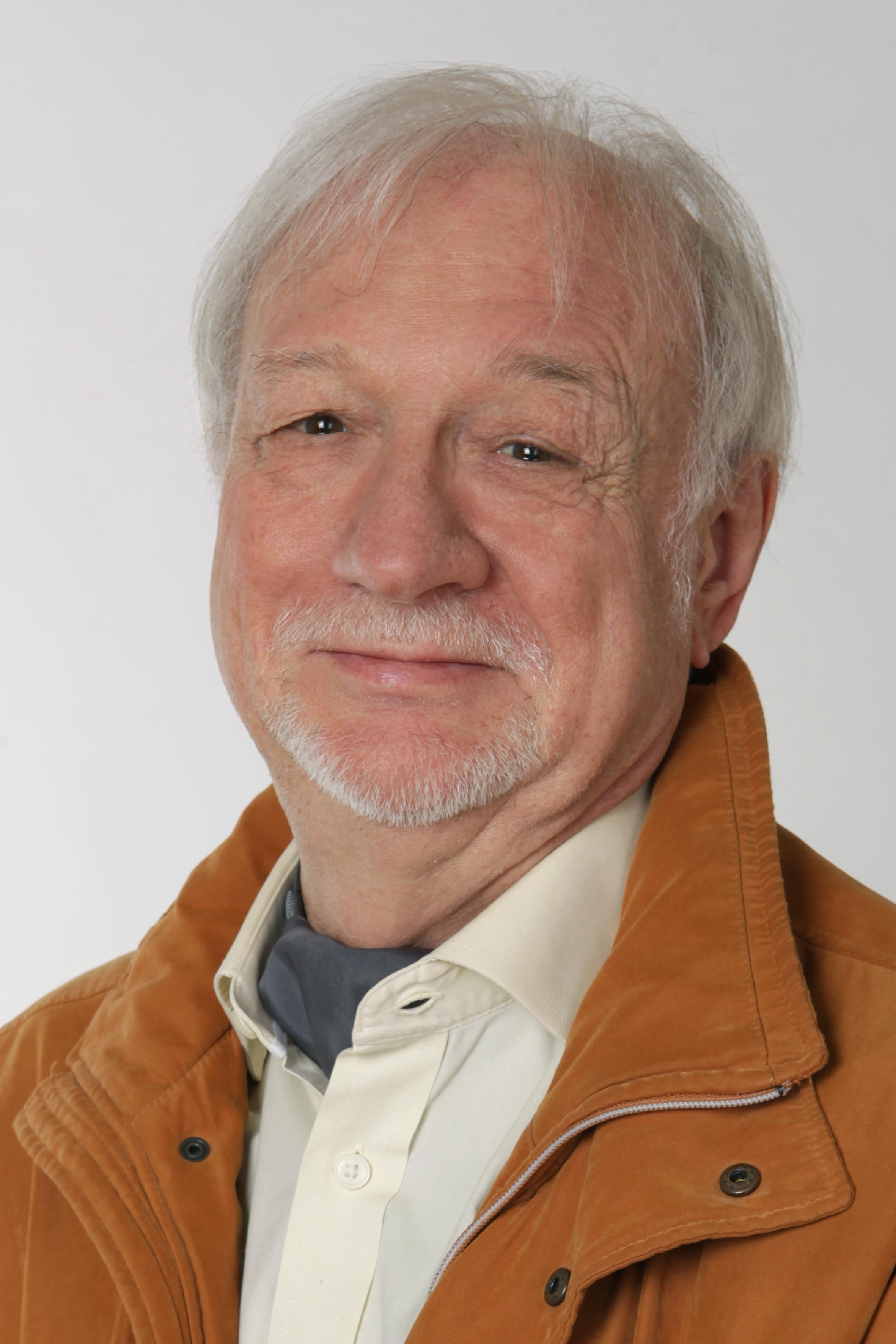
Erhard Jöst (2017)

Erhard Jöst (* 22. November 1947 in Mannheim) ist ein deutscher Autor, Kabarettist und ehemaliger Lehrer aus Heilbronn.

## Leben
Jöst wuchs in Heddesheim auf. In den Jahren 1954 bis 1958 besuchte er die Volksschule und anschließend das Moll-Gymnasium Mannheim.
Von 1967 bis 1968 war er bei der Bundeswehr und wurde nach der Beendigung seiner Dienstzeit zum Leutnant der Reserve befördert. Als auf der Heilbronner Waldheide im Zusammenhang mit dem NATO-Doppelbeschluss Mittelstreckenraketen des Typs Pershing stationiert wurden, stellte er einen Antrag auf Kriegsdienstverweigerung, der von der zuständigen Wehrbereichsverwaltung wegen seiner politischen Begründung als situationsbedingt abgelehnt wurde.
Ab 1969 studierte Jöst Germanistik, Geschichte und Philosophie an der Ruprecht-Karls-Universität Heidelberg, machte 1974 das Erste Staatsexamen und wurde 1976 mit der Arbeit Bauernfeindlichkeit. Die Historien des Ritters Neithart Fuchs über spätmittelalterliche Schwankliteratur zum Dr. phil. promoviert. Im Jahr 1977 schloss er sein Referendariat mit dem Zweiten Staatsexamen ab. Von 1976 bis 2011 unterrichtete er als Gymnasiallehrer die Fächer Deutsch, Geschichte, Politik und Ethik, von 2008 bis 2011 war er zudem Bezirkspersonalrat der Lehrkräfte an Gymnasien beim Regierungspräsidium in Stuttgart.
Er war verheiratet mit Christel Banghard-Jöst († 2019); beide haben eine Tochter.

### Publizist
Jöst veröffentlichte literarische und literaturwissenschaftliche Bücher und Aufsätze in Zeitschriften, Anthologien, Sammelbänden, Jahrbüchern und Nachschlagewerken, außerdem journalistische Beiträge in Tages- und Wochenzeitungen. Rezensionen schrieb er vor allem für literaturkritik.de.
Er veröffentlicht Satiren, Lyrik, Essays, literaturwissenschaftliche Untersuchungen, Kabarett-Texte, Kurzgeschichten in den Zeitschriften Die Horen (Morawietz), kunst + kultur, Kürbiskern, Orbis litterarum, Der Deutschunterricht, Diskussion Deutsch, Litfass, päd. extra, Demokratische Erziehung, Österreich in Geschichte und Literatur, Kultur und Gesellschaft, Informationen zur Deutschdidaktik, Die Unterrichtspraxis, bildung und wissenschaft, Die Pointe, Ossietzky, Wiener Geschichtsblätter und publizierte Beiträge im LehrerInnen-Kalender sowie in Anthologien und Jahrbüchern.
Im Verlag freiheitsbaum, edition Spinozza, erschien 2015 der Band "Blauer Trost" mit Jösts gesammelten Gedichten, und im Jahr 2022 das Buch "Der Mützenbaum" mit Erzählungen und Kurzgeschichten (Rezension von Siegfried R.Krebs: Ein facettenreicher literarischer Bilderbogen: und von Sylvia Remé: Linker Wind in Heilbronn).
Seit einem Seminar bei Eberhard Lämmert zur Lyrik der Befreiungskriege im Wintersemester 1972/73 befasst er sich mit Theodor Körner. 1997 wirkte er bei der Neugestaltung der Mahn- und Gedenkstätten Wöbbelin mit und hielt die Rede anlässlich der Neueröffnung des Theodor-Körner-Museums. Im Mai 2012 hielt er beim Verein für corpsstudentische Geschichtsforschung auf der Rudelsburg einen Vortrag über Körners Rezeptionsgeschichte. Im Jahr 2013 entlarvte Jöst ein angebliches Körner-Zitat (Noch sitzt ihr da oben ihr feigen Gestalten...), das von nationalistischen Kreisen in den Medien und bei Pegida-Demonstrationen verbreitet wurde, als Fälschung.
Er war Mitglied der wissenschaftlichen Kommission, die nach der Öffnung des Wiener Neidhartgrabes 2000 die Funde auswertete, und publizierte zwei Aufsätze in dem Sammelband Neidhartrezeption in Wort und Bild, der die Ergebnisse der Neidhartforschung präsentiert. In dem 2018 von Margarete Springeth und Franz Viktor Spechtler herausgegebenen Handbuch Neidhart und die Neidhart-Lieder stellte er Das Schwankbuch Neithart Fuchs vor. Auch lieferte er Beiträge für den Deutschlandfunk.
In einer Gedenkrede von 2008 in Heidenheim erörterte Jöst die moralische Berechtigung des Attentats von Johann Georg Elser. Im Auftrag des Heilbronner Stadtarchivs befasste er sich mit der Biografie des gebürtigen Heilbronner Schriftstellers Herbert Asmodi. Der Aufsatz ist unter der Überschrift Dramaturg und Schriftsteller mit Hang zum Zynismus in der Reihe Heilbronner Köpfe erschienen. In der Reihe Neckargartacher Persönlichkeiten stellte Jöst die Kinderbuchautorin Frida Schuhmacher (1892–1964) vor. Im Jahr 2020 hat er unter dem Titel Freiheit ist das schönste Fest eine Neuausgabe der Gedichte von Ludwig Pfau herausgebracht.

### Kabarettist
Im Jahr 1988 gründete er das Kabarett-Ensemble GAUwahnen. Die GAUwahnen spielen ihre Programme im Heilbronner K3-Theaterforum. Von 1993 bis 2015 haben sie am Vorabend zum Tag der Deutschen Einheit in Heilbronn und Frankfurt an der Oder eine Nacht der deutschen GemEinheit präsentiert, bei der auch Stars des deutschen Kabaretts wie Dieter Hildebrandt mitspielten.
Mit den Kabarettisten Dietrich Kittner und Dieter Hildebrandt war Jöst in Freundschaft verbunden. Seine Korrespondenz mit ihnen und verschiedene Exponate befinden sich im Deutschen Kabarettarchiv in Mainz.

### Politisches Wirken
Von 1969 bis 2019 war Jöst SPD-Mitglied und für die Partei in zahlreichen Ämtern ehrenamtlich tätig.
Im November 1970 verteilte Jöst zusammen mit Jungsozialisten in Heddesheim bei einem Wohltätigkeitskonzert für den Bau von zwei konfessionellen Kindergärten Flugblätter mit der Forderung nach einem überkonfessionellen Kindergarten. Der Bürgermeister stoppte die Aktion, indem er auf die Flugblattverteiler einprügelte und einen folgenschweren Treppensturz verursachte. Die Klage gegen ihn wurde von der Staatsanwaltschaft beim Landgericht Mannheim eingestellt mit der Begründung, dass „an der Bestrafung des Beschuldigten kein öffentliches Interesse“ bestehe.
1980 und 1981 war Jöst Stadtrat in Bad Mergentheim. Schlagzeilen machten verschiedene Veranstaltungen, die er während seiner Zeit als Juso-Vorsitzender in Bad Mergentheim organisierte: 1979 musste eine Vorstellung des Kabarettisten Dieter Hildebrandt in das Evangelische Gemeindezentrum verlegt werden, weil der Stadtrat den Auftritt in der Volkshochschule mit der Begründung untersagte, diese dürfe nur für „schulische und hochwertig kulturelle Zwecke“ freigegeben werden. Ebenfalls in diesem Jahr organisierte Jöst ein Referat von Gert Bastian in Bad Mergentheim, das im Bundestag einen Parteienstreit um die Verteidigungspolitik auslöste.
Jöst wurde vom baden-württembergischen Kultusministerium 1981 nach Heilbronn versetzt wegen der öffentlichen Verwendung eines Zweizeilers von Heinrich Heine. Dies hielt Jöst in zwei Büchern fest, die er zusammen mit der Journalistin Ruth Broda herausgab. Das ZDF verarbeitete die Bücher zu dem satirischen Magazinbeitrag Heinrich Heine und die deutsche Gegenwart. 1987 wurde der Lehrer Jöst als Verfasser einer Landeshymnen-Persiflage in einer „Staatsaktion“ auf Verfassungstreue überprüft. 1995 wurde er innerhalb von Heilbronn versetzt wegen Personalratstätigkeit.
2015 war Jöst Mitglied des „Runden Tischs“, der vom baden-württembergischen Landtag zur Aufarbeitung der früheren Praxis der Berufsverbote eingesetzt worden war.
Er kandidierte erfolgreich bei der Kommunalwahl im Mai 2019 auf der Liste der Partei Die Linke für den Heilbronner Stadtrat.

## Auszeichnungen
- 2005: Kilianpreis des Theatervereins der Stadt Heilbronn (gemeinsam mit den GAUwahnen)[22]
- 2012: Kleinkunstpreis der Stadt Aschersleben

## Schriften
- Bauernfeindlichkeit. Die Historien des Ritters Neithart Fuchs. Kümmerle, Göppingen 1976, ISBN 3-87452-328-4.
- Agitation durch Kriegslyrik. Heinz, Stuttgart 1978, ISBN 3-88099-053-0
- Die Historien des Neithart Fuchs (Hrsg.). Kümmerle, Göppingen 1980, ISBN 3-87452-354-3.
- Grüß Spott. Provinzpossen und Satiren. Heinz, Stuttgart 1988, ISBN 3-88099-621-0.
- mit Ruth Broda (Hrsg.): Wintermärchen in der Provinz. Dreisam, Freiburg 1981, ISBN 3-921472-49-0.
- GAUerkundung Stuttgart: Heinz, 1990, ISBN 3-88099-626-1.
- Kultus und Spott. Schulsatiren. Heinz, Stuttgart 1997, ISBN 3-88099-639-3.
- (mit Eckhard Lück): Auf die Bühne, fertig, los! AOL, Lichtenau 2004, ISBN 3-89111-078-2.
- Mützen am Baum. Mein Buch, Hamburg 2002, ISBN 3-936128-13-8 (2. erweiterte Auflage. Print & Media, Offenburg 2007, ISBN 978-3-936128-13-0).
- Friedenskämpfe. Print & Media, Offenburg 2006, ISBN 3-9810973-0-0.
- „Vaterland! dir woll’n wir sterben!“ – Theodor Körner: Dichter, Freiheitskämpfer, Patriot und Idol. Einst und Jetzt, Bd. 58 (2013), S. 13–48
- Opfertod fürs Vaterland. Der literarische Agitator Theodor Körner. In: Dichtung und Wahrheit. Jahrbuch Krieg und Literatur XXI/2015, S. 7–46, ISBN 978-3-8471-0487-2
- Blauer Trost – Gedichte. freiheitsbaum edition Spinoza, Reutlingen 2015, ISBN 978-3-922589-60-0.
- "Der Mützenbaum. Erzählungen und Kurzgeschichten". freiheitsbaum edition Spinoza, Reutlingen 2024, 3. verbesserte und erweiterte Auflage, ISBN 978-3-922589-79-2
- Peter Hassmann: KARO. Ein Foto-Essay mit Gedichten von Erhard Jöst, Arteimago 2022, ISBN 978-3-903025-38-7

## CD der GAUwahnen
- Kraft und Leben! Die GAUwahnen präsentieren Ludwig Pfau. Bretzfeld (scb-music) 2002, 10503
- www.wahnsinn.de, Bretzfeld (scb-music) 2003, 10504
- Viagra im Glas. Freche Kabarett-Lieder. Bretzfeld (scb-music) 2005, 10506
- Geklonte Bohnen. Kabarett-Lieder. Bretzfeld (scb-music) 2009, 10779